# Dombes
A Dombes é uma das quatro regiões do departamento de l'Ain, França. As outras são: a Bresse, o Bugey e o País de Gex. As Dombes situa-se a  norte de Lyon, e é limitada a oeste pelo vale do Saône e este pelo rio Ain que a separa de Bugey e não tem uma fronteira  bem definida a norte com a Bresse.
O principado de Dombes  foi junto ao reino da frança em 1762 .

## Nota
Mesmo os francêses não estão de acordo se se deve dizer  La ou Les (A ou As Dombes)